# Maximilian-II-Kaserne

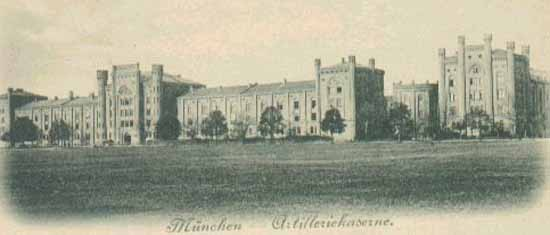
Max-II-Kaserne (1890)

Obelisk auf dem ehemaligen Kasernengelände (1895)

Die Maximilian-II-Kaserne bzw. Max-II-Kaserne war eine ab 1860 für die bayerische Armee fertiggestellte militärische Liegenschaft in Form einer Defensivkaserne nach dem Vorbild des Wiener Arsenals am Standort München.

## Geschichte
Die nach Maximilian II. benannte Anlage war die größte jemals in München errichtete Kaserne und beherbergte zunächst vor allem die beiden Feldartillerieregimenter der 1. Feldartillerie-Brigade und die 1. Trainabteilung der Bayerischen Armee; zudem ab September 1877 die königlich-bayerische Equitationsanstalt (begr. 1868), deren bekanntester Leiter Max Emanuel in Bayern (1888–1893) war. Das Militärreitinstitut wurde 1910 in Militärreitschule umbenannt. Zu Kriegsbeginn 1914 wurde die Reitschule in verringerter Stärke erhalten und 1919 aufgelöst. Zwischen den Weltkriegen war auch die Bayerische Landespolizei in der Max-II-Kaserne untergebracht. Der Bau des südwestlichen und des nordöstlichen Teils erfolgte in den Jahren 1860 bis 1864, die Querbauten folgten von 1874 bis 1877.
Der Entwurf der symmetrisch angelegten Kaserne mit einer 600 Meter langen Gebäudefront stammte von Matthias Berger. Zudem stammten Entwürfe für die Fassade aus der Feder Eduard Riedels.
Die Kaserne wurde im Zweiten Weltkrieg zerstört. Heute erinnern die Straßenverläufe des mit Wohn- und Gewerbeeinrichtungen bebauten Max-II-Areals und ein Denkmal für die stationierten Artillerieverbände in der Maria-Luiko-Straße (bis 2022 Hilblestraße)  noch an die frühere Kasernenanlage.

## Lage

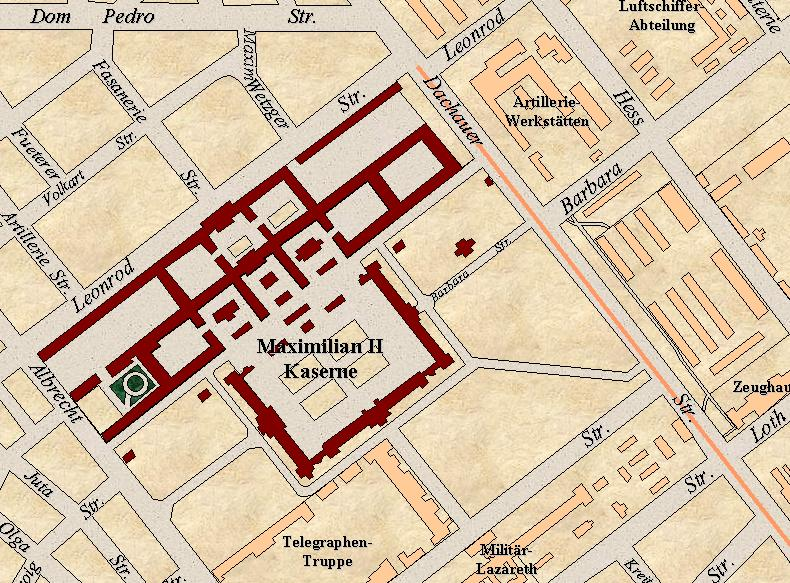
Grundriss um 1922

Die Kasernenanlage wurde im ursprünglich ländlichen Gebiet nahe dem Übungsgelände Oberwiesenfeld errichtet und umfasste das Areal südlich des heutigen Leonrodplatzes, dessen Grenzen im Nordosten die Dachauer Straße, im Nordwesten die Leonrodstraße (ehemals Kasernstraße), im Südwesten die Albrecht- und im Südosten die heutige Kapschstraße, die Schachenmeierstraße und die Funkerstraße (ehemals Barbarastraße) bildeten. Das Haupttor befand sich in der Kasernstraße.
Südlich schloss die Kasernenanlage der Telegraphentruppe an, die sich nördlich des Militärlazaretts in der Lazarettstraße befand. Auf der anderen Seite der Dachauer Straße befanden sich die Artillerie-Werkstätten.